# 戴维·马尔帕斯
戴维·罗伯特·马尔帕斯（David Robert Malpass）（1956年3月8日-）是一位美国经济学家，自2019年起担任世界银行集团行长。马尔帕斯曾在唐纳德·特朗普时期担任财政部负责国际事务的副部长，在罗纳德·里根时期担任财政部副助理部长，在乔治·HW·布什时期担任副助理国务卿。他在贝尔斯登公司倒闭前的六年中担任该公司的首席经济学家。
在2016年美国总统选举期间，马尔帕斯担任特朗普的经济顾问，2017年，他被提名并确认为财政部负责国际事务的副部长。马尔帕斯于2019年4月4日当选为世界银行行长，他于2019年2月被特朗普政府提名为该职位的人选。他于2019年4月9日正式上任，并于2023年2月宣布于2023年6月有意卸任。